# ボールペン画

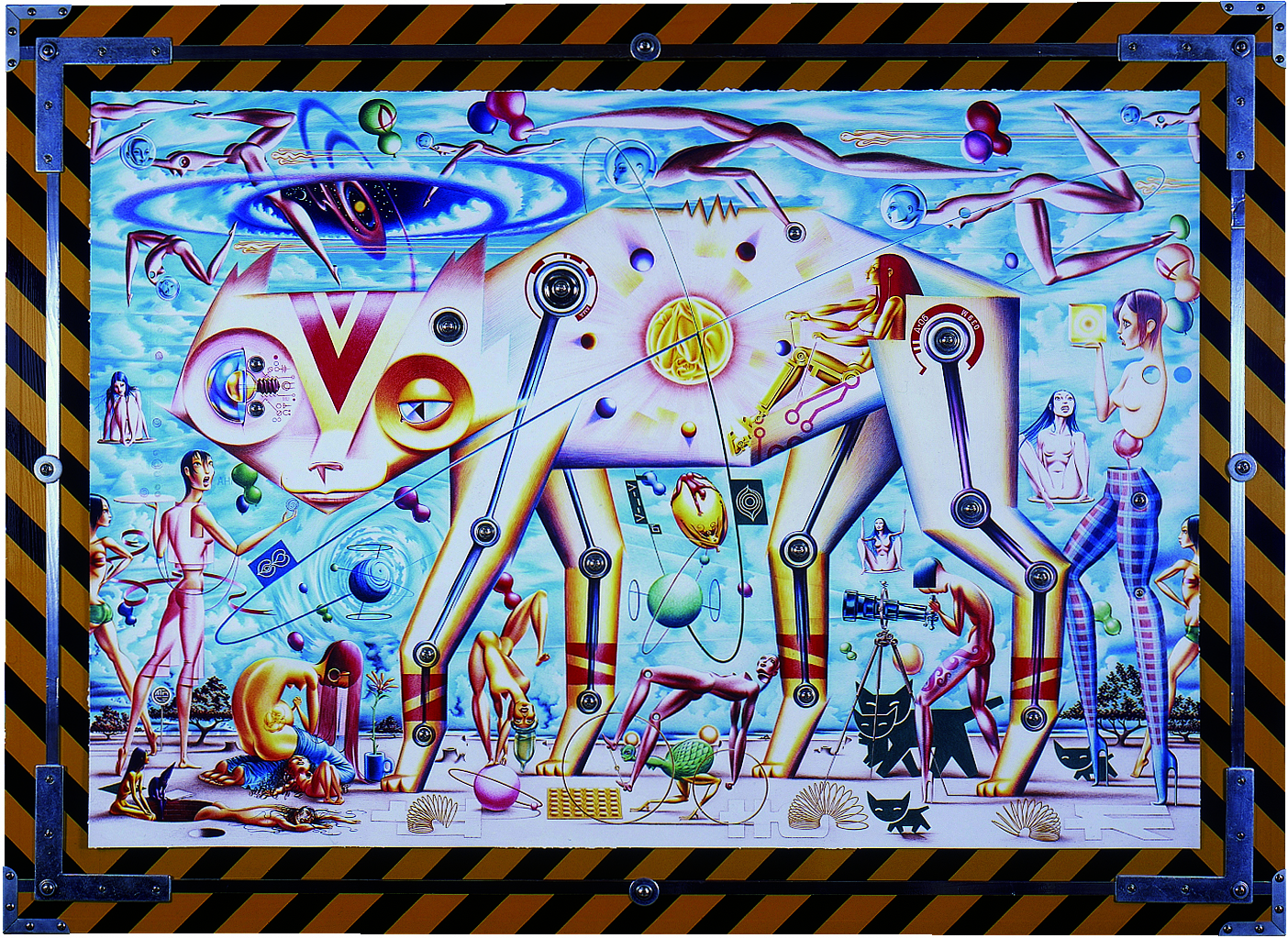
ボールペン画 「宇宙猫パレード」 (2005年) レニー・メイス (米/日本) 着色ボールペン、金物、紙 130x92cm。

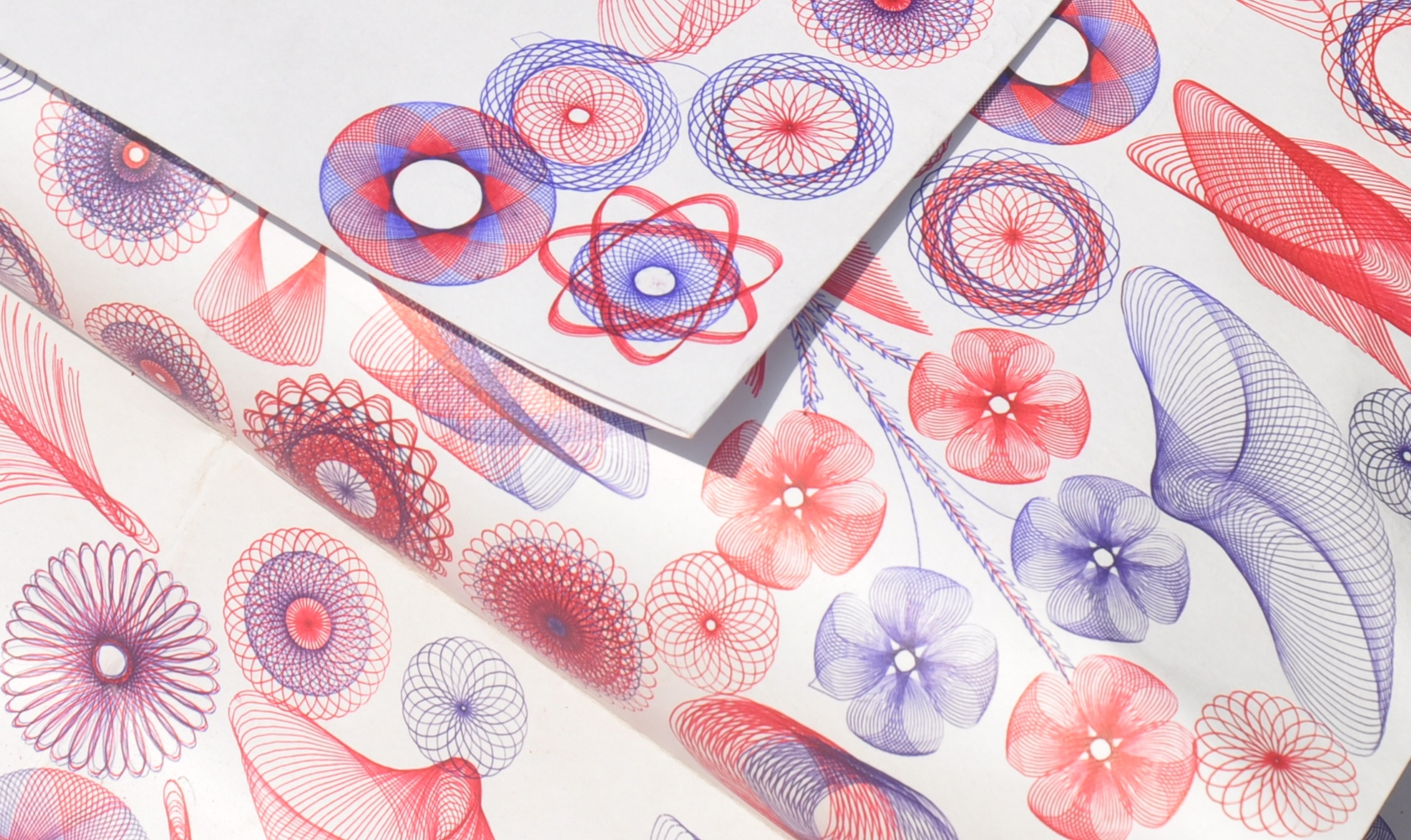
スピログラフ1960年代に発明された「創造的な子供のおもちゃ」はそのパッケージに着色ボールペンが含まれていた。

ボールペン画（ボールペンが、Ballpoint pen artwork）は、ボールペンで描いた絵画。
ボールペンの発明以来、アマチュアの落書きだけでなく、プロのアーティストのための多目的な芸術媒体となっている。
使用者によると、ペンは安くてポータブルで、広く利用可能である。したがって、この一般的な文房具はまた便利な画材にもなる。
ボールペンを道具の一つとして使用する芸術家もいるが、ボールペンだけを使用して作品を作る芸術家もいる。

## 概要
ボールペンだけで作品を作り上げることは一般的に結びつきにくい。
「点描」と 「クロスハッチ」などの伝統的なペンとインク技術は、ハーフトーンや立体的な描写をするために使用することができる。
ボールペンは、筆を使用したのでは表現されにくいシャープなラインが効果的に可能になる。
細かく綺麗に完成した絵は、エアブラシ作品や写真に間違えられ、人々を驚かせる。ボールペン画家レニー・メイスは、それを”Wow Factor" (「ワオー要因」）と呼んでいる。

## ボールペン画家

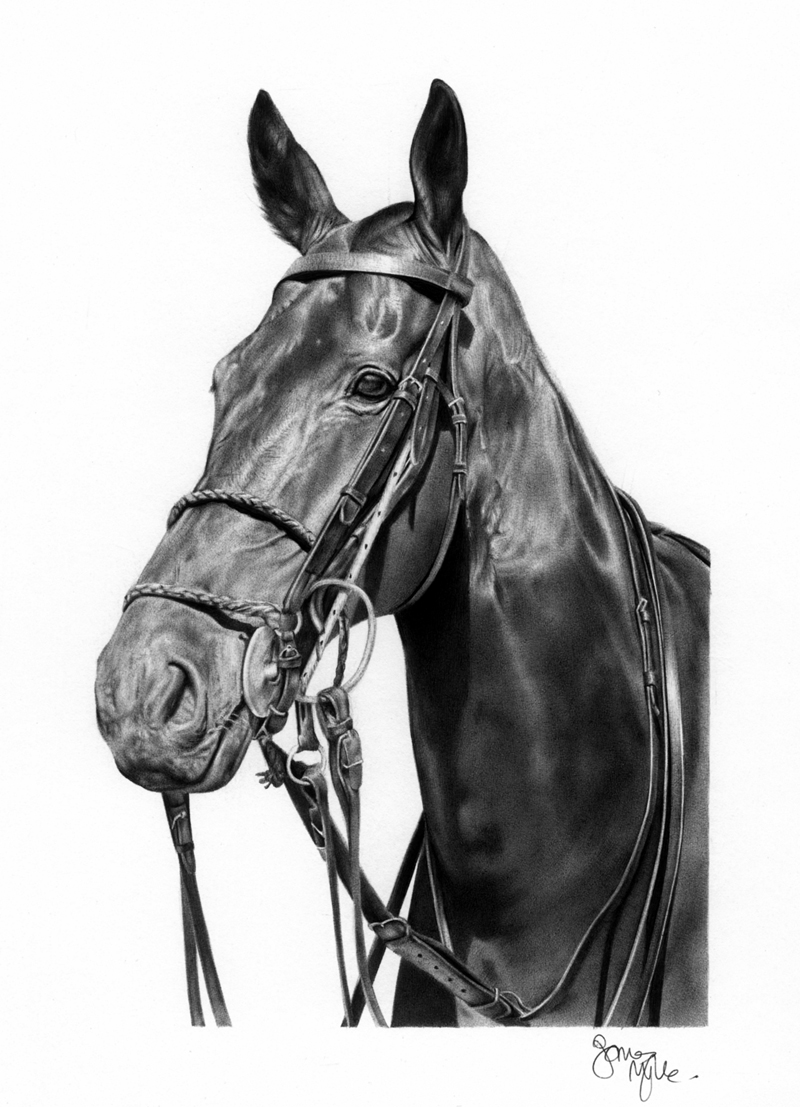
ボールペン画 「馬 1」 (2005年) ジェームズ・ミルン (イギリス) 黒ボールペン、紙

とりわけ、アンディー・ウォーホルなどの有名な20世紀の芸術家は、ボールペンもある程度利用してきた。
ボールペン画は、21世紀でも人々を魅了し続けている。
現代のアーティストは彼らの特定のボールペン技術的能力、想像力と革新によって承認を受けている。
ニューヨーク在住の韓国人アーティスト、イル・リーは、1980年代の初めから大規模で抽象的なボールペンのみの作品を制作してきた。
彼の作品はソウル（韓国）やアメリカで展示されている。
レニー・メイス は1980年代半ば以降、木材やデニムなど、型破りな素材の表面に、様々なコンテンツと複雑さを想像的に描き、ボールペンのみの作品を作成していまる。
彼の変化に富んだ作風を表現するために、「ペンティング」と「メディア・グラフィティ」などの用語を造語。
メイスは最も多作ボールペン画家である。彼の作品はアメリカ全米、日本でも定期的に展示されている。
最近では、イギリスのジェームズ・ミルンはほとんど黒ボールペンを使用して写真のようにリアルなアートワークを制作し、時には、色を表現するために他の画材も使用している。
ミルンの作品は、ロンドン、そしてインターネットを通して国際的な人気がある。
日本人アーティスト、SHOHEI（大友昇平）のイラストは、インターネットを通してアメリカでも人気となっている。
フアン・フランシスコ・カサスとサミュエル・シルバのボールペン画は、最近インターネットでの「ヴァイラル」効果で注目を集めている。

## デメリット
ボールペンの限られた色の種類と、光による色の劣化がボールペン画家の懸念の一つである。
ミスはボールペンアーティストにとって致命的である。
線が描かれた後、それは基本的に消す事ができないからである。
芸術的な目的のためにボールペンを使用する際、インクフローのたまりと詰まりにも配慮が必要である。
ボールペンの仕組みは比較的変わらないが、インク組成物は、光と色あせに繊細である部分がここ何年かで進化してきたのも特徴である。

## ボールペン画のギャラリー

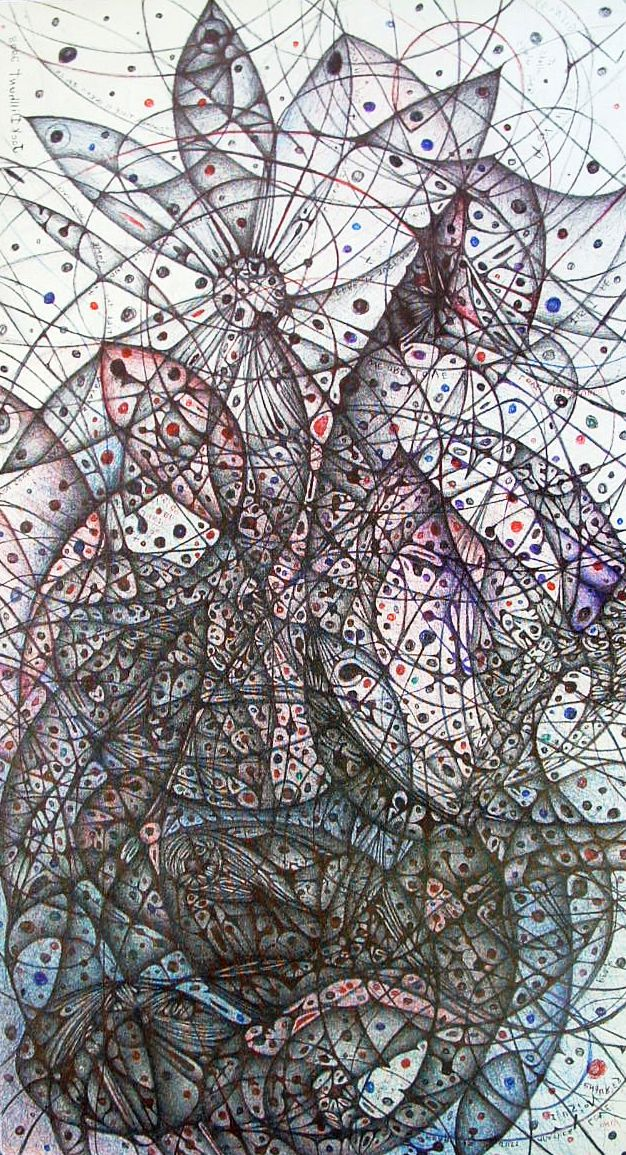
ジャック・デイルハント (Jack Dillhunt・米・ウィスコンシン州)「Summertime is Over」(2007年) ボールペン、キャンバス、61x92cm。
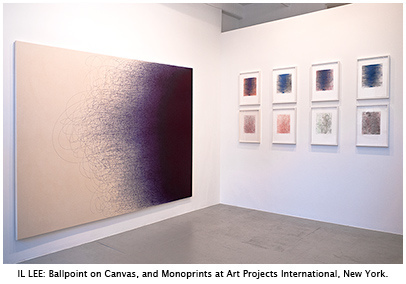
イル・リー (Il Lee・米・ニューヨークのブルクリン市) 2011年, キャンバスにボールペン。 モノプリント、 展示中。
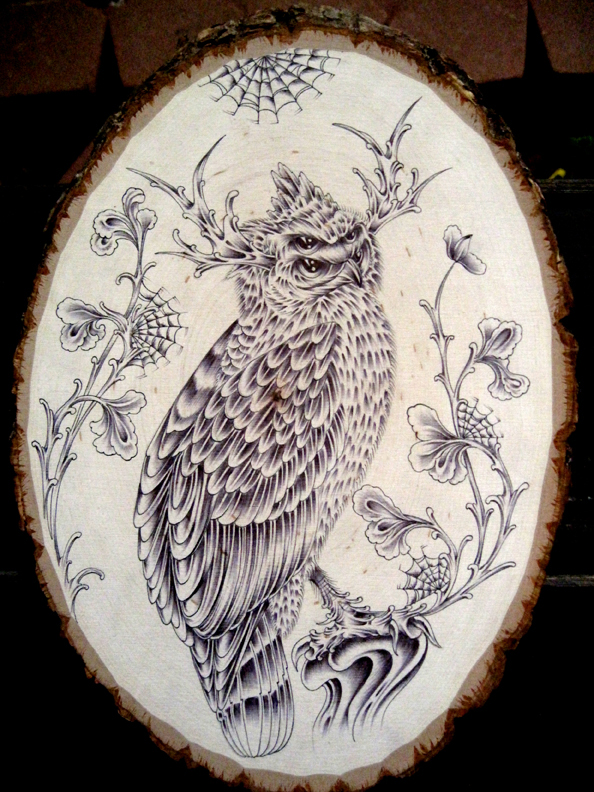
デーブ・ウォーショー (Dave Warshaw・米・カリフォルニア州) Four Eyes (2008年) 木にボールペン。
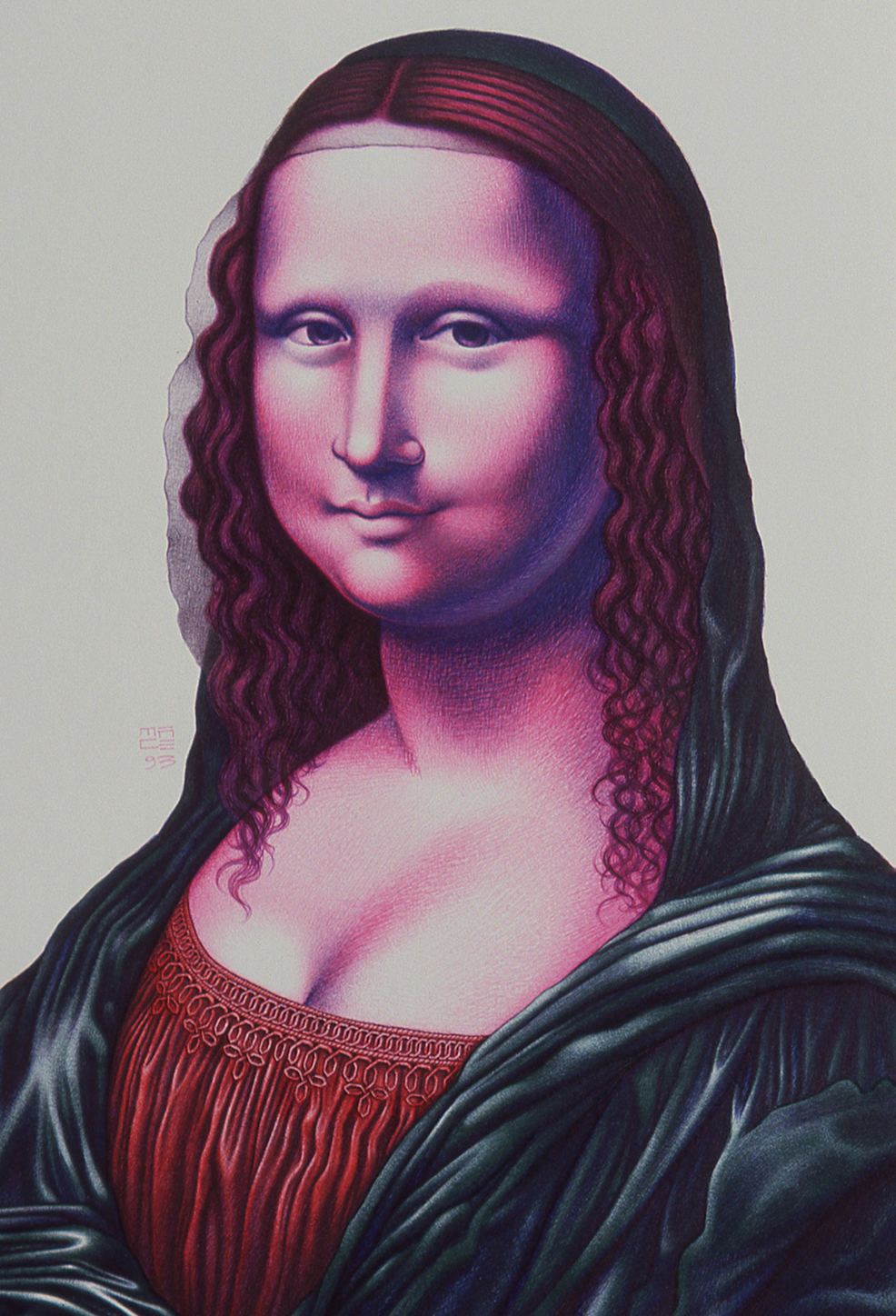
レニー・メイス (Lennie Mace) ボールペン画 「Mona a'la Mace」1993年、着色ボールペン、紙。